# Памятник юным героям Коле Синицыну, Пете Игнатенко и Мите Балицкому
Памятник юным героям Коле Синицыну, Пете Игнатенко и Мите Балицкому — памятник пионерам Великой Отечественной войны в городе Грайворон Белгородской области.

## История
Все трое ребят учились на отлично в одной школе. Во время оккупации Грайворона фашистами юные пионеры стали партизанами: они расклеивали листовки и занимались разведкой, выясняя, сколько и где в Грайвороне стоит немецких частей. В ночь на 31 октября 1941 года они взорвали и полностью уничтожили вражеский орудийный парк в Комсомольском саду (бывший Троицкий сад), в ночь на 4 ноября срезали у кирпичного завода главную линию связи между немецкими военными комендатурами в Грайвороне и Большой Писаревке. Утром этого же дня Коля, Петя и Митя были арестованы и заключены в подвале школы. После трёхдневных пыток, на рассвете 7 ноября 1941 года, фашисты казнили товарищей через повешение.
После войны пионеры-герои с почестями были похоронены в сквере напротив школы, в которой они учились, а над их братской могилой в 1983 году установлена памятная стела (скульптор В. Н. Савченко). Их именем — Юных партизан — названа одна из улиц в Грайвороне.
В 1981 году Указом Президиума Верховного Совета РСФСР учащиеся школы им. Энгельса Митя Балицкий, Петя Игнатенко и Коля Синицын были награждены посмертно медалью «За отвагу».
В районном краеведческом музее хранится биография Коли Синицына, составленная его братом — Андреем Ильичом Синицыным.